# نپلاخوو
نپلاخوو (به چکی: Neplachov) یک منطقهٔ مسکونی در جمهوری چک است که در شهرستان چسکه بودیوویتسه واقع شده‌است. نپلاخوو ۱۰٫۹۵ کیلومتر مربع مساحت و ۳۵۷ نفر جمعیت دارد و ۴۳۳ متر بالاتر از سطح دریا واقع شده‌است.